# Estación Campo Quijano
Campo Quijano es una estación ferroviaria ubicada en la localidad homónima, en el departamento Rosario de Lerma, provincia de Salta, Argentina.

## Historia
En febrero de 2021, se efectuaron las primeras pruebas para la extensión del servicio regional de pasajeros desde Salta y Güemes.
El día viernes 16 de abril de 2021, y después de 50 años, llegó el tren de pasajeros a esta estación.
El 9 de julio de 2021, dio inicio la extensión del servicio regional Salta, siendo Campo Quijano terminal del mismo.

## Reconocimientos
En 2019 fue declarada Bien de interés industrial nacional.

## Servicios
Se encuentra actualmente con operaciones de pasajeros.
Sus vías corresponden al Ramal C14 del Ferrocarril General Belgrano por donde transitan formaciones de carga de la empresa estatal Trenes Argentinos Cargas.<ref>Mapa red línea Belgrano</